# Ньиве керк (Гаага)
Новая церковь (нидерл. Nieuwe Kerk) — протестантская церковь в Гааге (Южная Голландия).
Здание было построено в 1649—1656 гг у канала Спёй после того, как Большая церковь стала мала для города. Новая церковь, построенная по проекту архитектора Бартоломеуса ван Бассена, является одним из образцов ранних протестантских церквей Нидерландов. Здание сочетает в себе черты ренессанса и раннего классицизма.
Орган в церкви был построен в 1702 году и перестроен в 1867 году. В 1969 году церковь была закрыта и после долгой реконструкции открыта как концертный зал.
На церковном кладбище расположено захоронение Спинозы.